# Shōgo Nakamura
Shōgo Nakamura (japanisch 中村 匠吾 Nakamura Shōgo; * 16. September 1992 in Yokkaichi) ist ein japanischer Langstreckenläufer.

## Werdegang
Nakamura besuchte die Ueno-Kogyo-Oberschule in Iga (Mie). In seinem letzten Schuljahr 2010 lief er die 5000 Meter in 13:50,38 min, was ihn zu diesem Zeitpunkt zum siebtbesten Oberschüler seines Landes aller Zeiten machte.
Nach dem Abschluss der Oberschule begann Nakamura an der Komazawa-Universität Wirtschaftswissenschaften zu studieren und nahm in seinen vier Jahren dort für das Universitätsteam an den populären Ekiden-Staffelrennen teil. In seinen ersten beiden Jahren nahm er nur an jeweils einem der wichtigsten drei Universitäts-Ekiden teil, bei der nationalen Universitäts-Ekiden-Meisterschaft 2011 (englisch All-Japan University Ekiden Championship) trug er mit der drittbesten Abschnittszeit zum Gesamtsieg seiner Universität bei und in der Folgesaison wurde er beim prestigeträchtigen Hakone Ekiden mit der wiederum drittbesten Zeit auf seiner Etappe – schneller waren Yūta Shitara und Suguru Ōsako – mit der Komazawa-Universität im Endklassement Dritter. Im dritten Jahr wurde Nakamura bei allen drei großen Ekiden auf der ersten Etappe eingesetzt, beim Izumo Ekiden und der nationalen Universitäts-Ekiden-Meisterschaft im Herbst 2013 übergab er jeweils in Führung liegend und beim Hakone Ekiden Anfang 2014 mit 9 Sekunden Rückstand an zweiter Stelle. Entsprechend seiner Einzelleistungen gewann seine Universitätsmannschaft die ersten beiden Rennen und belegte beim Hakone Ekiden Rang 2.  In seinem letzten Universitätsjahr entschied er nach der sturmbedingten Absage des Izumo Ekiden seinen Abschnitt bei der Universitäts-Ekiden-Meisterschaft wie auch beim Hakone Ekiden jeweils für sich. Wie im Vorjahr musste sich seine Universität nach einem Sieg bei Ersterer mit Platz 2 beim Hakone Ekiden zufriedengeben.
Abseits der Ekiden stellte Nakamura in der ersten Jahreshälfte 2012 über 10.000 Meter und im Halbmarathon Bestzeiten von 28:22,59 min und 1:03:26 h auf. 2013 verbesserte er sich im Halbmarathon als Sieger der japanischen Universitätsmeisterschaften auf 1:02:41 h, lief Bestzeit über 10.000 Meter in 28:05,79 min und wurde bei den japanischen Meisterschaften über diese Distanz Fünfter. Nach der Nominierung für die Universiade 2013 in Kasan gewann er dort im Halbmarathon Bronze sowie mit dem Team nach Addition der drei besten Einzelleistungen hinter Südafrika Silber. Im Jahr darauf wurde Nakamura für die Halbmarathon-Weltmeisterschaften 2014 in Kopenhagen nominiert und belegte mit Bestzeit von 1:01:57 h Rang 28.
Nach dem Abschluss der Universität schloss sich Nakamura 2015 dem Firmenteam des Technologiekonzerns Fujitsu an. Im weiteren Jahresverlauf verbesserte er seine noch aus Oberschulzeiten stammende 5000-Meter-Bestzeit auf 13:43,14 min und lief über 10.000 Meter mit 28:09,86 min nahe an seine Bestleistung heran. 2016 verbesserte er seine  Bestleistung im Halbmarathon auf 1:01:53 h und kam nach erneuter Nominierung bei den diesmal in Cardiff ausgetragenen Halbmarathon-Weltmeisterschaften in 1:04:49 h auf Rang 36 ins Ziel. Über 5000 Meter steigerte er sich weiter auf 13:38,93 min. Im Folgejahr gewann er bei den japanischen Meisterschaften Bronze über 5000 Meter und blieb über 10.000 Meter mit 28:16,01 min nicht weit über seiner Bestzeit.
Im März 2018 debütierte Nakamura beim Biwa-See-Marathon mit Rang 7 in 2:10:51 h über die Marathondistanz. Im September verbesserte er sich beim Berlin-Marathon, den der Kenianer Eliud Kipchoge in Weltrekordzeit von 2:01:39 h für sich entschied, als Vierter auf 2:08:16 h. Weniger gut verlief sein Start ein halbes Jahr später beim Tokio-Marathon 2019, bei dem er trotz nasskalter Bedingungen zusammen mit der Spitzengruppe die Halbmarathonmarke in 1:02:04 h passierte, auf der zweiten Hälfte das Tempo aber nicht halten konnte und schließlich nach 2:14:52 h den Zielstrich überquerte.  Zurück in die Erfolgsspur kam er im September beim Marathon Grand Championship, dem vom japanischen Leichtathletikverband erstmals ausgeschriebenen nationalen Qualifikationswettkampf für das japanische Marathonteam bei den Olympischen Spielen 2020 im eigenen Land. Nakamura sicherte sich einen Platz im Olympiateam, indem er in einem engen Finale seine Konkurrenten Yūma Hattori und Nationalrekordhalter Suguru Ōsako distanzierte und bei schwülwarmen Wetter am Ende in 2:11:28 h mit 8 Sekunden Vorsprung vor Hattori siegte.
Anfang 2020 verbesserte sich Nakamura im Halbmarathon auf 1:01:40 h. Im Februar wurde er für die Ende März terminierten Halbmarathon-Weltmeisterschaften in Gdynia nominiert, welche aber auf Grund der COVID-19-Pandemie in den Herbst verschoben wurden.

## Persönliche Bestzeiten
- 5000 Meter: 13:38,93 min, 25. September 2016 in Osaka
- 10.000 Meter: 28:05,79 min, 11. Mai 2013 in Nobeoka
- Halbmarathon: 1:01:40 h, 12. Januar 2020 in Takanezawa
- Marathon: 2:08:16 h, 16. September 2018 in Berlin